# Kranjska Gora község
Kranjska Gora község (szlovén nyelven Občina Kranjska Gora) Szlovénia 212 alapfokú közigazgatási egységének, azaz községének egyike a Gorenjska statisztikai régióban. A község a történelmi Felső-Krajna régióban fekszik, az osztrák-olasz-szlovén hármashatár mentén. Adminisztratív központja Kranjska Gora város.

## A községhez tartozó települések
A községhez Kranjska Gora székhelyen kívül a következő települések tartoznak:

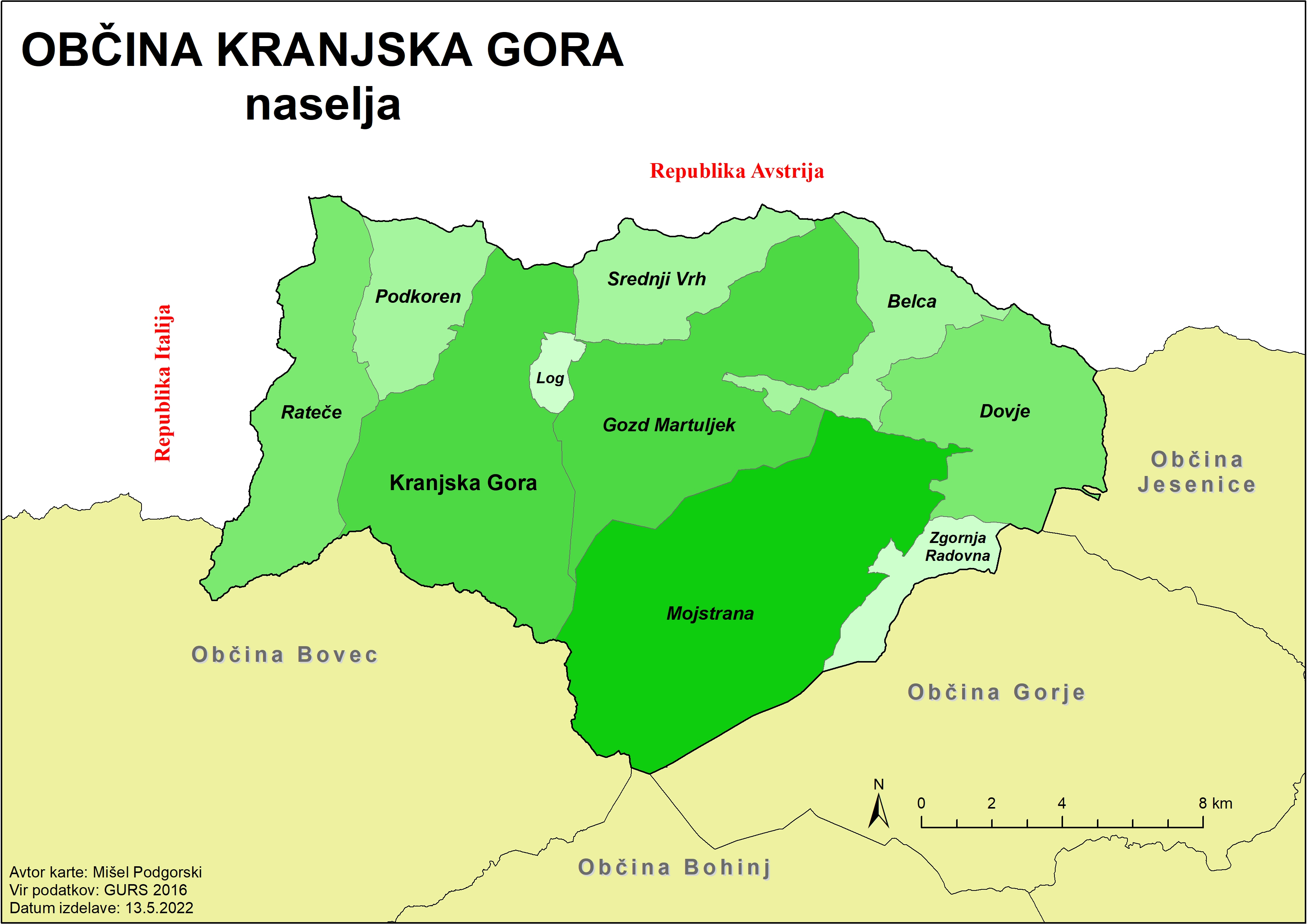
A község települései

- Belca
- Dovje
- Gozd Martuljek
- Log
- Mojstrana
- Podkoren
- Rateče
- Srednji Vrh
- Zgornja Radovna

## Népesség
| Lakosok száma | 5316 | 5303 | 5316 | 5338 | 5308 | 5318 | 5289 | 5225 | 5206 | 5590 |
|               | 2008 | 2009 | 2011 | 2012 | 2013 | 2015 | 2016 | 2017 | 2019 | 2020 |